# Shōsuke Tanihara
Shōsuke Tanihara (谷原 章介, Tanihara Shōsuke; nascido 8 de Julho de 1972,  na província de Kanagawa) é um ator japonês. Ele é conhecido fazendo o protagonista Riki Fudoh, em Fudoh: The New Generation.

## Filmografia
- Boys Over Flowers (1995)[2][3]
- Fudoh: The New Generation (1996)
- Godzilla vs. Megaguirus (2000)
- Sky High (2003)
- Godzilla: Final Wars (2004)
- Truth or Doubt (2004-current, Host, TV Quis Show)
- Lovely Complex (2006)
- Memories of Matsuko (2006)
- Vexille (2007)
- Watashitachi no Kyoukasho (2007, TV Series)